# 熊野若宮神社
熊野若宮神社（くまのわかみやじんじゃ）は、新潟県胎内市の神社。

## 歴史

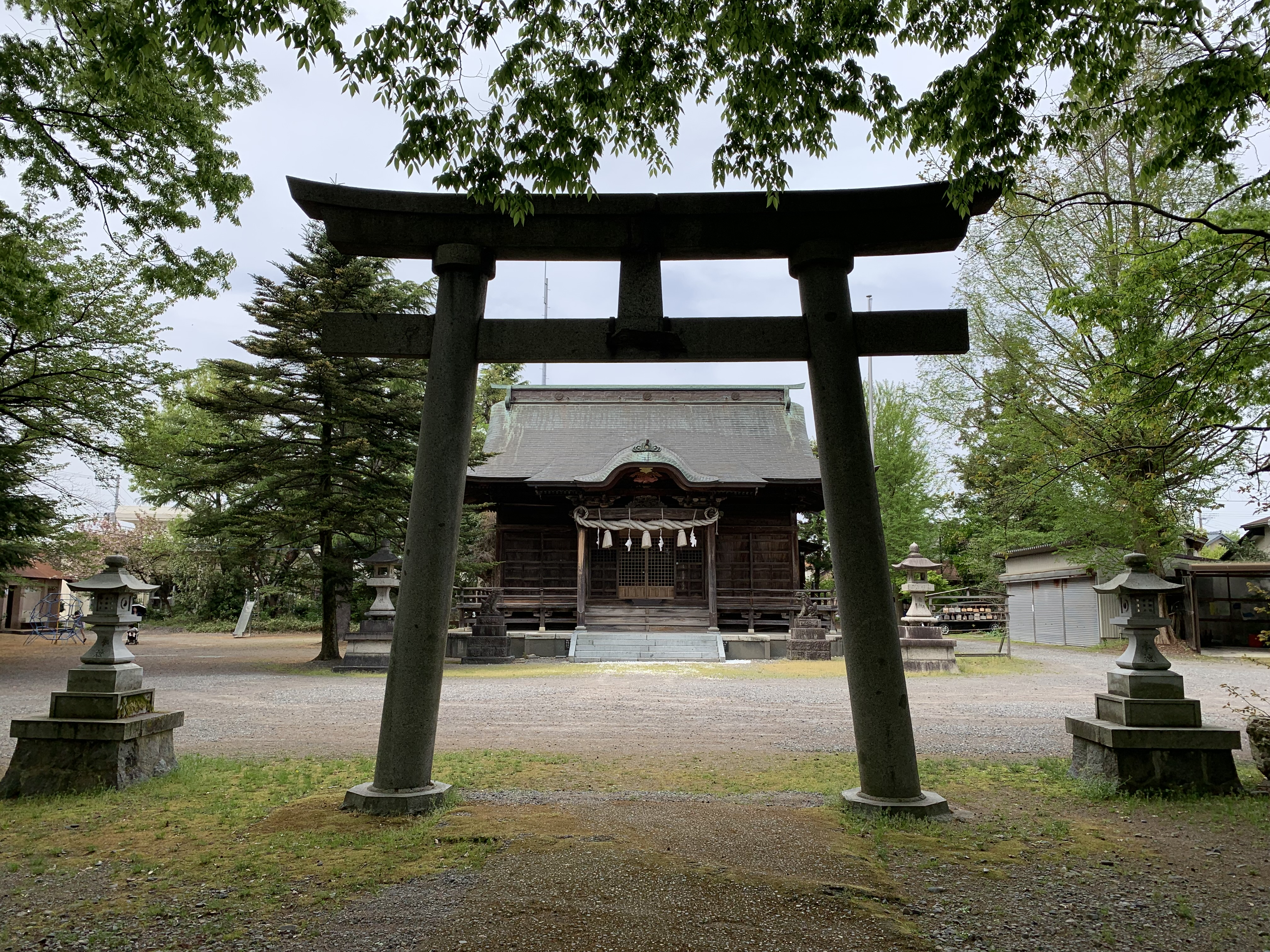
本殿

1192年（建久3年）に創建された。当地「奥山荘」の地頭和田宗実が熊野本宮大社の若一王子の分霊を勧請し神社を創建した。
元々は別の場所に位置していたが、1690年（元禄3年）に現在地に移転した。

## 交通アクセス
- 中条駅より徒歩10分。